# Zweiter Wiener Schiedsspruch

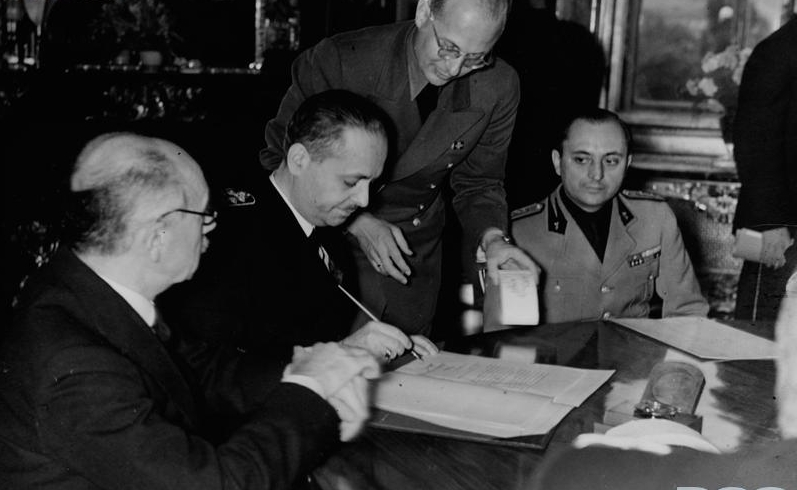
Der ungarische Außenminister István Csáky unterschreibt den Zweiten Wiener Schiedsspruch 1940, links der ungarische Ministerpräsident Pál Teleki, rechts der rumänische Außenminister Manoilescu

Im Zweiten Wiener Schiedsspruch, von rumänischer Seite auch Wiener Diktat genannt, vom 30. August 1940 wurde Rumänien vom nationalsozialistischen Deutschen Reich und dem faschistischen Italien gezwungen, die nord- und östlichen Teile Siebenbürgens sowie die damaligen Kreise Satu Mare (Szatmár), Sălaj (Szilágy), Bihor (Bihar) und Maramureș (Máramaros) an Ungarn abzutreten.

## Vorgeschichte und Grundlagen

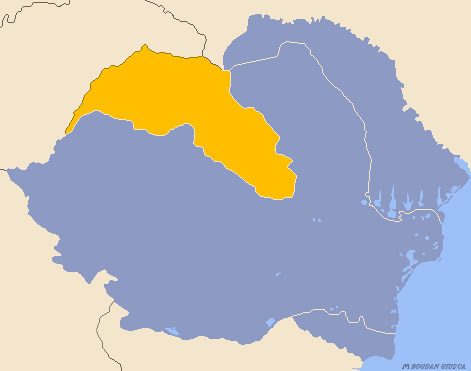
Rumänien im Jahr 1940 mit dem abzutretenden Gebiet in gelber Farbe

Territoriale Gewinne Ungarns 1938–1941; in grüner Farbe die vom Zweiten Wiener Schiedsspruch betroffenen Gebiete

Die Wiedergewinnung der südlichen Slowakei sowie der Karpatenukraine im Jahre 1938 und 1939 durch den Ersten Wiener Schiedsspruch (ein Teil des Gebietes, das im Königreich Ungarn „Oberungarn“ genannt wurde) konnte die ungarischen Ansprüche nicht erfüllen, da diese Gebiete nur einen kleinen Teil der Gebiete darstellten, die 1920 durch den Vertrag von Trianon verlorengegangen waren. Das Hauptziel Ungarns bestand darin, Siebenbürgen und andere von ethnischen Ungarn besiedelte Gebiete in sein Staatsgebiet einzugliedern, vor allem das Szeklerland.
Ende Juni 1940 erhob die Sowjetunion ultimativ Anspruch auf Bessarabien und die nördliche Bukowina – Gebiete, die nach dem Ersten Weltkrieg zu Rumänien gekommen waren. Die rumänische Regierung gab dem sowjetischen Druck nach, weil Rumänien der Sowjetunion militärisch hoffnungslos unterlegen schien und die rumänische Regierung das Schicksal Finnlands nach dem Winterkrieg vor Augen hatte. Außerdem bestand keine Hoffnung auf Unterstützung durch Deutschland, das im Vorjahr mit der Sowjetunion einen Nichtangriffspakt abgeschlossen hatte. Wie in dessen geheimen Zusatzprotokoll verabredet, duldete das Deutsche Reich die Besetzung. Auch die Westmächte Großbritannien und Frankreich, die gerade eine schwere Niederlage im Westfeldzug erlitten hatten, waren zu keiner Unterstützung in der Lage. Zudem sah sich Rumänien mit territorialen Forderungen seiner Nachbarstaaten Bulgarien, das Ansprüche auf die südliche Dobrudscha erhob, und Ungarn, das Siebenbürgen beanspruchte, konfrontiert.
Der Erfolg des sowjetischen Vorgehens, ohne Rücksichtnahme auf die nationale Selbstbestimmung der Rumänen in Bessarabien, ermunterte Ungarn bei seinen Forderungen gegenüber Rumänien nach territorialer Revision in Siebenbürgen, zumal es sich dort auf einen großen ungarischen Bevölkerungsanteil in dem betreffenden Gebiet berufen konnte. Die Achsenmächte schlugen den beteiligten Ländern vor, ihre Probleme in direkten Verhandlungen zu klären, da es im Interesse der Achsenmächte lag, Frieden auf dem Balkan zu erhalten, auf dessen Exporte sie für den Krieg angewiesen waren. Bei einem Treffen in München zwischen dem ungarischen Ministerpräsidenten Teleki, dem Außenminister Csáky und Hitler am 10. Juli 1940 stimmte dieser schließlich dem ungarischen Drängen nach Revision der Grenzen zu, sofern dies friedlich geschehe. Rumänien erklärte sich mit Verhandlungen einverstanden, strebte jedoch als Lösung keine Grenzverschiebungen, sondern einen Bevölkerungsaustausch an. Nach Vorbesprechungen begannen die eigentlichen Verhandlungen zwischen Ungarn und Rumänien am 16. August 1940 in Turnu Severin im südlichen Rumänien. Die ungarische Delegation erhob umfangreiche territoriale Forderungen, die etwa zwei Drittel Siebenbürgens umfassten; bei Rumänien wäre demnach nur ein kleiner Streifen nördlich der Transsilvanischen Alpen verblieben. Dies war für Rumänien unannehmbar; die Verhandlungen wurden am 23. August ergebnislos abgebrochen. Hitler befürchtete, dass die Sowjetunion in mögliche militärische Auseinandersetzungen zwischen Ungarn und Rumänien eingreifen würde, und beschloss am 26. August, sich in die Verhandlungen einzuschalten. Seine zentrale Sorge galt der Sicherheit der für Deutschland lebenswichtigen rumänischen Erdölexporte.

## Schiedsspruch
Am 26. August 1940 ließ Hitler durch seinen Außenminister Joachim von Ribbentrop die Außenminister Italiens (Galeazzo Graf Ciano), Ungarns (István Csáky) und Rumäniens (Mihail Manoilescu) nach Wien rufen. Gleichzeitig befahl er die Bereitstellung deutscher Armeeverbände im Raum Wien sowie im Südosten des Generalgouvernements, um gegebenenfalls in der Krisenregion militärisch eingreifen zu können.
In der Zwischenzeit sondierte Ribbentrop in Fuschl mit mehreren deutschen Diplomaten Möglichkeiten zur Lösung des Problems. Der deutsche Gesandte in Bukarest, Wilhelm Fabricius, schlug lediglich die Abtretung der überwiegend von Magyaren bewohnten Grenzgebiete an Ungarn vor. Ribbentrop fügte zu diesem Plan die Region um Klausenburg hinzu. Der Abteilungsleiter im Auswärtigen Amt, Carl August Clodius, versuchte dagegen, Ribbentrop davon zu überzeugen, dass das Szeklerland an Ungarn gehen müsse. Da dieses mitten in Rumänien lag und die Bildung von Exklaven nicht vorgesehen war, arbeitete Ribbentrop einen Alternativvorschlag aus, der vorsah, einen relativ schmalen Streifen in Nordsiebenbürgen ebenfalls Ungarn zuzuschlagen, der die Verbindung zwischen dem bisherigen ungarischen Territorium und dem Szeklerland herstellen sollte.
Die Diplomaten machten sich auf den Weg nach Berchtesgaden, wo die beiden Alternativvorschläge Hitler zur Entscheidung vorgelegt wurden. An der entscheidenden Sitzung nahmen neben Hitler und Ribbentrop lediglich dessen Vertrauter Gustav Adolf Steengracht von Moyland und der Ministerialdirektor Friedrich Gaus teil. Hitler entschied sich, die Vorschläge von Fabricius und Clodius miteinander zu verbinden, so dass das von Rumänien an Ungarn abzutretende Gebiet deutlich größer ausfiel, als in beiden Einzelvorschlägen vorgesehen. Er trug auf einer Karte mit einem Blaustift die künftige Grenze ein (die Stärke der Linie auf der Karte entsprach einer Entfernung von 6 km), was die später mit der lokalen Umsetzung der Grenzziehung beauftragte Kommission vor erhebliche Probleme stellte.
Am 28. August trafen der italienische Außenminister Ciano und der italienische Gesandte in Bukarest, Pellegrino Ghigi, in Salzburg mit Ribbentrop zusammen. Der italienischen Delegation gingen die geplanten Grenzverschiebungen zu weit. Sie brachte Änderungsvorschläge ein, erreichte aber nur, dass – anders als bis dahin vorgesehen – die Stadt Turda bei Rumänien verblieb. Das wiederum bewirkte, dass die Eisenbahnlinien im Szeklerland keine Verbindung zum ungarischen Eisenbahnnetz haben würden, ohne die künftigen Grenzen zu überschreiten.
Am Abend des gleichen Tages reisten Ribbentrop, Ciano und ihre Gesandten nach Wien weiter, wo sie am nächsten Vormittag nacheinander die rumänische und die ungarische Delegation empfingen. Die rumänische Delegation unter Leitung von Außenminister Manoilescu hatte gehofft, die deutsche und die italienische Seite mit zahlreichen Sachverständigen und Kartenmaterial davon überzeugen zu können, allenfalls ein kleines Gebiet an Ungarn abtreten zu müssen. In Wien erfuhr die rumänische Delegation, dass über die künftigen Grenzen bereits entschieden war. Manoilescu teilte die Bedingungen König Karl II. mit, der noch am gleichen Abend einen Kronrat einberief. Obwohl zahlreiche Mitglieder dieses Gremiums zur Ablehnung des Planes rieten, entschied sich Karl II. zu seiner Annahme, da er die damit verbundene deutsch-italienische Garantie für das verbleibende Staatsgebiet Rumäniens als einzige Möglichkeit betrachtete, den Zusammenbruch des gesamten Staates zu verhindern. Die ungarische Delegation stimmte dem vorgetragenen Plan sofort zu.
Ribbentrop und Ciano verkündeten den Schiedsspruch am 30. August 1940 im Schloss Belvedere in Wien. Manoilescu erlitt während der Zeremonie einen Herzanfall, musste aber dennoch anschließend an einem gemeinsamen Essen teilnehmen.
Im Endeffekt erhielt Ungarn ein Gebiet (nördliches Siebenbürgen) mit einer Fläche von 43.492 km² von Rumänien zugesprochen, und Rumänien bekam die Grenzen des übrigen Siebenbürgens mit etwa 3.500.000 Einwohnern von den Achsenmächten garantiert.

## Bevölkerungsstatistiken
Die rumänische Volkszählung von 1930 ergab in diesem Gebiet eine Bevölkerung von 2.393.300 Einwohnern, eine Zählung der ungarischen Behörden 1941 erbrachte eine Bevölkerungszahl von 2.578.100 Einwohnern. Bei beiden Zählungen wurden die Sprache und Nationalität getrennt verzeichnet, die folgende Tabelle zeigt die Ergebnisse:
| Nationalität/ Sprache | Rumänische Volkszählung 1930 | Rumänische Volkszählung 1930 | Ungarische Volkszählung 1941 | Ungarische Volkszählung 1941 | Rumänien 1940, geschätzt |
| Nationalität/ Sprache | Nationalität                 | Sprache                      | Nationalität                 | Sprache                      | Rumänien 1940, geschätzt |
| --------------------- | ---------------------------- | ---------------------------- | ---------------------------- | ---------------------------- | ------------------------ |
| Rumänisch             | 1.176.479                    | 1.165.800                    | 1.029.000                    | 1.068.700                    | 1.305.066                |
| Ungarisch             | 911.411                      | 1.007.200                    | 1.380.500                    | 1.344.000                    | 968.421                  |
| Deutsch               | 68.268                       | 59.700                       | 44.600                       | 47.300                       | 72.108                   |
| Jüdisch/Jiddisch      | 138.800                      | 99.600                       | 47.400                       | 48.500                       | 148.621                  |
| andere                | 96.800                       | 61.000                       | 76.600                       | 69.600                       | 109.616                  |

Die Volkszählung in Rumänien 1930 entsprach laut Árpád E. Varga allen internationalen Anforderungen, da die Zählungen ein sehr komplexes System zur Feststellung der Nationalität benutzten, das die ethnische Zugehörigkeit, die Muttersprache (die in der Familie gesprochene Sprache) und die Religion einbezog und somit einzigartig für Europa zur damaligen Zeit war.
Neben dem natürlichen Bevölkerungswachstum lassen sich die Unterschiede zwischen der ungarischen und der rumänischen Volkszählung auch durch Tatsachen wie Wanderungsbewegungen und Assimilierung der jüdischen Bevölkerung oder zweisprachigen Menschen begründen. Den ungarischen Registrierungen zufolge meldeten sich hunderttausend ungarische Flüchtlinge aus dem südlichen bei Rumänien verbliebenen Siebenbürgen, so dass die ungarische Bevölkerung in Nordsiebenbürgen um 100.000 Menschen anstieg. Um dies „auszugleichen“, wurden 100.000 Rumänen gezwungen, Nordsiebenbürgen zu verlassen, und die nicht vollständige Registrierung der Flüchtlinge durch die rumänische Regierung verzeichnete im Februar 1941 über 100.000 Flüchtlinge aus Nordsiebenbürgen. Daneben lässt auch der Rückgang der Gesamteinwohnerzahl vermuten, dass weitere 40.000 bis 50.000 Rumänen von Nord- nach Südsiebenbürgen zogen, und die ungarische Assimilationspolitik bewirkte auch den Rückgang von anderen ethnischen Gruppen wie den Juden in der Region. Außerdem war das „Wechseln“ der Sprache typisch für zweisprachige Ungarn und Rumänen. Auf der anderen Seite gab es in den Bezirken Máramaros/Maramureș und Szatmár/Satu Mare Dutzende vorher als rumänisch geltende Ortschaften, die nun ungarisch waren, obwohl es dort überhaupt keine ungarischen Muttersprachler gab.

## Folgen und Auswirkungen
Die Lösung durch einen Schiedsspruch brachte keine Lösung im Sinne der Selbstbestimmung der Völker. Während rund eine Million Rumänen im an Ungarn abzutretenden Gebiet lebten, blieben nur etwa 500.000 Ungarn in dem bei Rumänien verbleibenden Südsiebenbürgen. Ungarischen Maximalforderungen nach der Restitution Gesamtsiebenbürgens sowie von Arad und Timișoara wurde allerdings nicht stattgegeben. Andererseits war die Grenzziehung in einem gemischtsprachigen Gebiet und die damit verbundene Trennung historisch und wirtschaftlich zusammenhängender Einheiten ein problematisches Unterfangen. Es konnte ein drohender Krieg zwischen Ungarn und Rumänien abgewendet werden und damit auch die Anlehnung beider Staaten an das Lager der Achsenmächte gefördert bzw. aufrechterhalten werden. Massive Bevölkerungswanderungen in beide Richtungen waren eine Folge der neuen Grenzziehung. Im August 1940 stimmte die rumänische Regierung außerdem einer Forderung Italiens nach territorialen Zugeständnissen an Bulgarien zu. Der Vertrag von Craiova, der am 7. September 1940 unterzeichnet wurde, besiegelte dann die Abtretung der in Rumänien Cadrilater genannten Süddobrudscha an Bulgarien.

### Rezeption und weitere Entwicklungen in Ungarn und Rumänien
In Ungarn wurden die Ergebnisse des Schiedsspruches begeistert gefeiert; lediglich Ministerpräsident Teleki war mit dem Ergebnis unzufrieden, weil er sich um die unter rumänischer Hoheit verbleibenden Ungarn sorgte.
In Rumänien dagegen löste das Bekanntwerden des Schiedsspruches eine schwere innenpolitische Krise aus. Die Unruhe der Bevölkerung richtete sich zunächst gegen die Achsenmächte. Als Ministerpräsident Ion Gigurtu auf Veranlassung des deutschen Gesandten alle öffentlichen Manifestationen gegen Deutschland und Italien verbot, wendete sich die Erregung gegen König Karl II. und dessen Regierung. Wiederholt kam es in Bukarest bei Kundgebungen zu blutigen Zusammenstößen zwischen Demonstranten und der Polizei. Am 4. September entließ der König Gigurtu und ernannte am gleichen Tag den als „starken Mann“ geltenden General Ion Antonescu, der sich im Kloster Bistrița (Kreis Vâlcea) unter einer Art Hausarrest befand, zum Ministerpräsidenten mit diktatorischen Vollmachten. Antonescu zwang den König schon am 6. September zur Abdankung; Nachfolger Karls wurde dessen erst 19-jähriger Sohn Michael I. Dieser bestätigte die Ernennung Antonescus zum Ministerpräsidenten. Antonescu bildete eine Regierung mit Unterstützung der faschistischen Eisernen Garde unter Horia Sima.

### Situation in Siebenbürgen nach der Teilung
Rumänien hatte gemäß dem Schiedsspruch 14 Tage Zeit, um das Gebiet zu räumen und den ungarischen Behörden zu übergeben. Am 5. September 1940 überschritten ungarische Truppen die alten Grenzen; der ungarische Machthaber Miklós Horthy selbst überwachte den Grenzübertritt. Antonescu setzte den planmäßigen Abzug der rumänischen Armeeeinheiten aus Nordsiebenbürgen gegen den Widerstand einiger Befehlshaber ohne größere Zwischenfälle durch.
Der Zweite Wiener Schiedsspruch legte fest, dass nach der Grenzverschiebung Angehörige der jeweiligen Minderheiten das Recht haben sollten, auszuwandern. Ein Teil der Ungarn in Süd- und ein Teil der Rumänen in Nordsiebenbürgen machte davon Gebrauch. Viele Menschen wollten jedoch in ihrer Heimat wohnen bleiben. In beiden Teilen Siebenbürgens kam es in der Folge zu ethnischen Auseinandersetzungen.
Im nun zu Ungarn gehörigen Nordsiebenbürgen kämpften einige bewaffnete rumänische Nationalisten gegen den Einmarsch ungarischer Truppen. Diese nahmen das zum Anlass, mit harten Repressalien gegen diese Einheiten vorzugehen, aber auch gegen Angehörige der rumänischen Zivilbevölkerung, der pauschal die Unterstützung der bewaffneten Freischärler vorgeworfen wurde. In diesem Zusammenhang wurden von ungarischen Truppen mehrere Massaker verübt, so zum Beispiel in Ip (ungarisch Szilágyipp, siehe Massaker von Ip); hier ermordeten faschistische Truppen etwa 155 Rumänen. Zahlreiche Angehörige der rumänischen Elite, u. a. Lehrer und Priester, wurden zur Ausreise gedrängt oder gezwungen. Von der Beschäftigung im Staatsdienst waren Rumänen in Nordsiebenbürgen faktisch ausgeschlossen. Bauern, die im Rahmen der Bodenreform nach dem Ersten Weltkrieg Land erhalten hatten, mussten dieses abgeben. Der rumänische Schulunterricht wurde eingeschränkt, zwei Drittel der orthodoxen Pfarreien wurden aufgelöst. Eine deutsch-italienische Kommission konstatierte 1942, die ungarische Regierung führe „einen Kampf zur Verminderung, ja fast Vernichtung des Einflusses der rumänischen Minderheit in Nordsiebenbürgen auf das Wirtschaftsleben.“
In Südsiebenbürgen war das Vorgehen rumänischer Behörden gegen die ungarische Minderheit ebenfalls gravierend, wenn auch weniger systematisch. Hier musste ein Drittel der Lehrer den Staatsdienst verlassen. Ungarische Angehörige freier Berufe wurden durch Strafsteuern in den Ruin oder zur Auswanderung getrieben. Vertriebene Rumänen aus Nordsiebenbürgen forderten eine bevorzugte Unterbringung zu Lasten der ungarischen Minderheit.

## Annullierung
Schon im Laufe des Zweiten Weltkriegs hatten die Alliierten die beiden Wiener Schiedssprüche von Anfang an für null und nichtig erklärt, weil sie einen Bruch des internationalen Rechts darstellten. Dies wurde auch auf der Pariser Friedenskonferenz von 1946 bestätigt.